# Comando logistico dell'Aeronautica Militare
Il Comando logistico dell'Aeronautica Militare, in acronimo COMLOG, è un comando di vertice di forza armata retto da un generale di squadra aerea direttamente dipendente dal capo di stato maggiore aeronautica e ha sede a Roma.
Assicura il supporto tecnico-logistico necessario a conseguire la massima operatività dell'A.M.

## Storia
È nato nel 1999, dall'unione dei preesistenti Ispettorato Logistico e Ispettorato delle Telecomunicazioni ed Assistenza al volo. È uno dei tre alti comandi della forza armata ed ha sede nel palazzo dell'Aeronautica

## Missione
Il compito del Comando logistico è quello di assicurare l'efficienza e i supporti tecnici, logistici dei sistemi d'arma, degli apparati, degli equipaggiamenti, dei mezzi, delle infrastrutture, dei materiali, dei beni e servizi in dotazione, nonché l'assistenza sanitaria al personale, attraverso l'opera dei reparti/enti dipendenti e in sinergia con gli altri alti comandi.Ha la responsabilità dell'approvvigionamento, della conservazione e della distribuzione dei mezzi e dei materiali necessari alla vita dei Reparti.

## Organigramma
Il Comando è affidato a un generale di squadra aerea, dal quale dipendono:
- il vice comandante logistico (generale di S.A. o D.A.),
- gli uffici di staff.
- lo stato maggiore retto da un gen. B.A. oppure D.A. 
  - 1° ufficio piani e programmi;
  - 2° ufficio ordinamento e attuazione piani riordino enti Comlog;
  - 3° ufficio operazioni;
  - 4° ufficio standardizzazione e materiali;
  - 5° ufficio bilancio;
  - 6° ufficio logistico enti in ristrutturazione.

Dal Comando Logistico dipendono:
- Poligono sperimentale e di addestramento interforze (PISQ) del Salto di Quirra - Perdasdefogu (comandato da un generale di B.A., comprende la base ed il poligono "a terra" di Perdasdefogu ed il distaccamento A.M. di capo San Lorenzo. Il poligono alimentato da personale AM (50%), EI (35%) e MM (15%), attua le predisposizioni operative, tecniche e logistiche per la sperimentazione e la messa a punto di velivoli, missili e radiobersagli);
- Divisione Aerea di Sperimentazione Aeronautica e Spaziale di Pratica di Mare (riveste funzioni di sperimentazione collaudo e ottimizzazione dei nuovi sistemi d'arma), è comandata da un gen. DA, da cui dipendono:
  - Reparto Sperimentale Volo:
    - 311º Gruppo volo;
    - Gruppo sistemi spaziali;
    - Gruppo tecnico;
    - Gruppo gestione software.

  - Reparto chimico:
    - Gruppo mat.li strutturali;
    - Gruppo mat.li di consumo;
    - Gruppo controlli non distruttivi;
    - Gruppo analisi e prove chimico/fisiche.

  - Reparto armamento:
    - Gruppo armamento convenzionale;
    - Gruppo indagini balistiche;
    - Gruppo indagini tecniche.

  - Reparto medicina aeronautica e spaziale:
    - Gruppo alta quota ed ambienti estremi;
    - Gruppo biodinamica;
    - Gruppo fattori umani.
- 2ª Divisione supporto tecnico operativo aeromobili, armamento e avionica (assicura l'efficienza tecnica e il supporto logistico dei sistemi d'arma e dei materiali d'armamento) situata presso Palazzo A.M., è comandata da un gen. DA/gen, isp. GArn, da cui dipendono, oltre al 1º Reparto supporto aeromobili ed al 2º Reparto supporto sistemi armamento/avionica:
  - Centro polifunzionale velivoli aerotattici di Cameri, il quale comprende:
    - 1º Reparto manutenzione velivoli (RMV) Cameri;
    - aeroporto di Cameri;
    - Nucleo iniziale formazione (NIF) - JSF Cameri;

  - 3° RMAA (Reparto Manutenzione Aeromobili ed Armamento) di Treviso;
  - 6º Reparto manutenzione elicotteri (RME) di Pratica di Mare;
  - 10° RMV di Lecce;
  - 11° RMV di Sigonella;
  - Centro Logistico Munizionamento e Armamento Orte;
  - Gruppo Rifornimenti Area Nord Sanguinetto;
  - Gruppo Rifornimenti Area Sud Francavilla Fontana;
  - R.A.M.I. Warton (UK);
  - R.A.M.I. Wichita (USA).
- 3ª Divisione supporto tecnico operativo sistemi comando e controllo, comunicazioni e telematica (assicura l'efficienza tecnica e il supporto logistico dei sistemi di comando e controllo nonché degli impianti sistemi e mezzi di DA/AV/TLC/METEO/EAD) presso Palazzo A.M. è comandata da un gen. DA, da cui dipendono, oltre al 1º Reparto sistemi D.A./A.V./TLC ed al 2º Reparto sistemi automatizzati:
  - ReGISCC (Reparto gestione e innovazione sistemi comando e controllo) di Pratica di Mare;
  - ReSIA (Reparto sistemi informativi automatizzati) Roma Acquasanta;
  - 4ª Brigata telecomunicazioni e sistemi per la difesa aerea e l'assistenza al volo di Borgo Piave (LT), dal quale, a sua volta, dipendono:
    - 1º Reparto tecnico comunicazioni Milano:
      - Sq. TLC Padova;
      - Sq. TLC Monte Settepani;
      - Sq. TLC Decimomannu;
      - Sq. TLC Monte Rubello;
      - Sq. TLC Monte Limbara;
      - Sq. TLC METEO Brik della Croce.

    - 2º Reparto Tecnico Comunicazioni Bari Palese:
      - Sq. Comunicazioni Martinafranca;
      - Sq. TLC Ciampino;
      - Sq. TLC Trapani;
      - Teleposto TLC Serralta S.Vito;
      - Teleposto TLC METEO Passo della Porretta;
      - Teleposto TLC METEO Terminillo;
      - Teleposto TLC METEO Ponza;
      - Teleposto TLC METEO Monte Argentario;
      - Teleposto TLC METEO Monte Calamita.

    - Centro tecnico per la meteorologia Vigna di Valle.
- Servizio dei supporti (assicura l'efficienza tecnica ed il supporto logistico nei settori trasporti, dogane, motorizzazione e carbolubrificanti) presso Palazzo A.M. è comandata da un gen. DA oppure da un gen. isp. GaRN Chim, da cui dipendono, oltre al 1º Reparto supp. Op.vo ed al 2° Rep. servizio chimico/fisico:
  - 3º Stormo di Villafranca (assicura la capacità di sopravvivenza operativa ed il sostegno logistico ai Reparti di Volo, alle unità mobili sistemi missilistici e a componenti mobili del sistema di Comando e Controllo proiettati ad operare al di fuori delle proprie sedi stanziali);
  - Distaccamento aeroportuale di Brindisi.
  - Centro tecnico rifornimenti di Fiumicino, dal quale dipendono:
    - Comando Rete POL di Parma;
    - 14° D.C. Modena;
    - 64° D.T. Porto S.Stefano;
    - 65° D.T. Taranto;
    - 1° GRS Novara;
    - 2° GMA di Forlì;
    - 3° GMA di Mungivacca;

  - Laboratori Tecnici AM di Controllo:
    - 1° LTC di Padova;
    - 2° LTC di Fiumicino;
    - 3° LTC di Mungivacca;
    - 4° LTC di Parma;
    - 5° LTC di Decimomannu;
    - 6° LTC di Trapani.

  - R.A.M.I. Torrejon (E);
  - R.A.M.I. Erding (D);
  - R.A.M.I. Bicester (UK)
- Servizio di commissariato ed amministrazione (assicura il soddisfacimento di esigenze relative ai settori del contante, del vettovagliamento, del vestiario-equipaggiamento, del materiale ordinario, nonché della corresponsione dei trattamenti economici al personale della F.A.) presso Palazzo A.M., è comandata da un gen. isp. CCrn, così composto:
  - segreteria;
  - ufficio gestione risorse e coordinamento operativo (UGeRCO);
  - reparto commissariato, composto da 4 uffici, dalla Direzione di comm.to e dal magazzino centrale di comm.to di Guidonia;
  - reparto amministrazione, composto da 4 uffici (1° 2° 4° e 5°) e, fino al 14.03.2014, dalla Direzione di amministrazione, successivamente riordinata all'interno dell'U.G.C.R.A.-A.M. come ente super partes.
- Servizio infrastrutture (assicura il soddisfacimento delle esigenze relative al settore delle infrastrutture in uso agli Enti e Reparti dell'A.M., con particolare riguardo alle piste ed alle infrastrutture di volo) presso Palazzo A.M., è comandata da un gen. isp. GaRN Infr. Imp., così composto:
  - Segreteria;
  - Ufficio gestione risorse e coordinamento operativo (UGeRCO);
  - Ufficio contratti e amministrazione;
  - Ufficio collaudi e certificazioni;
  - 1º Reparto genio A.M. di Villafranca e relativi S.T.D.I.;
  - 2º Reparto genio A.M. di Ciampino (unico tra i tre ad avere una sezione add.to e un laboratorio principale) e relativi S.T.D.I.;
  - 3º Reparto genio A.M. di Bari Palese e relativi S.T.D.I.
- Servizio sanitario A.M. (responsabile degli studi e dei programmi nel settore sanitario dell'A.M.) è comandata da un gen. isp. CSArn, da cui dipendono:
  - istituto di perfezionamento e addestramento in medicina aeronautica spaziale (funzioni addestrative e di aggiornamento) di Roma
  - Commissione Sanitaria di Appello,
  - l’Infermeria Principale di Pratica di Mare
  - gli Istituti di Medicina Aerospaziale dell'A.M. di Milano e Roma.

L'assistenza sanitaria al personale è invece demandata al Corpo sanitario aeronautico.